# Giovanni Antonio Pilacorte

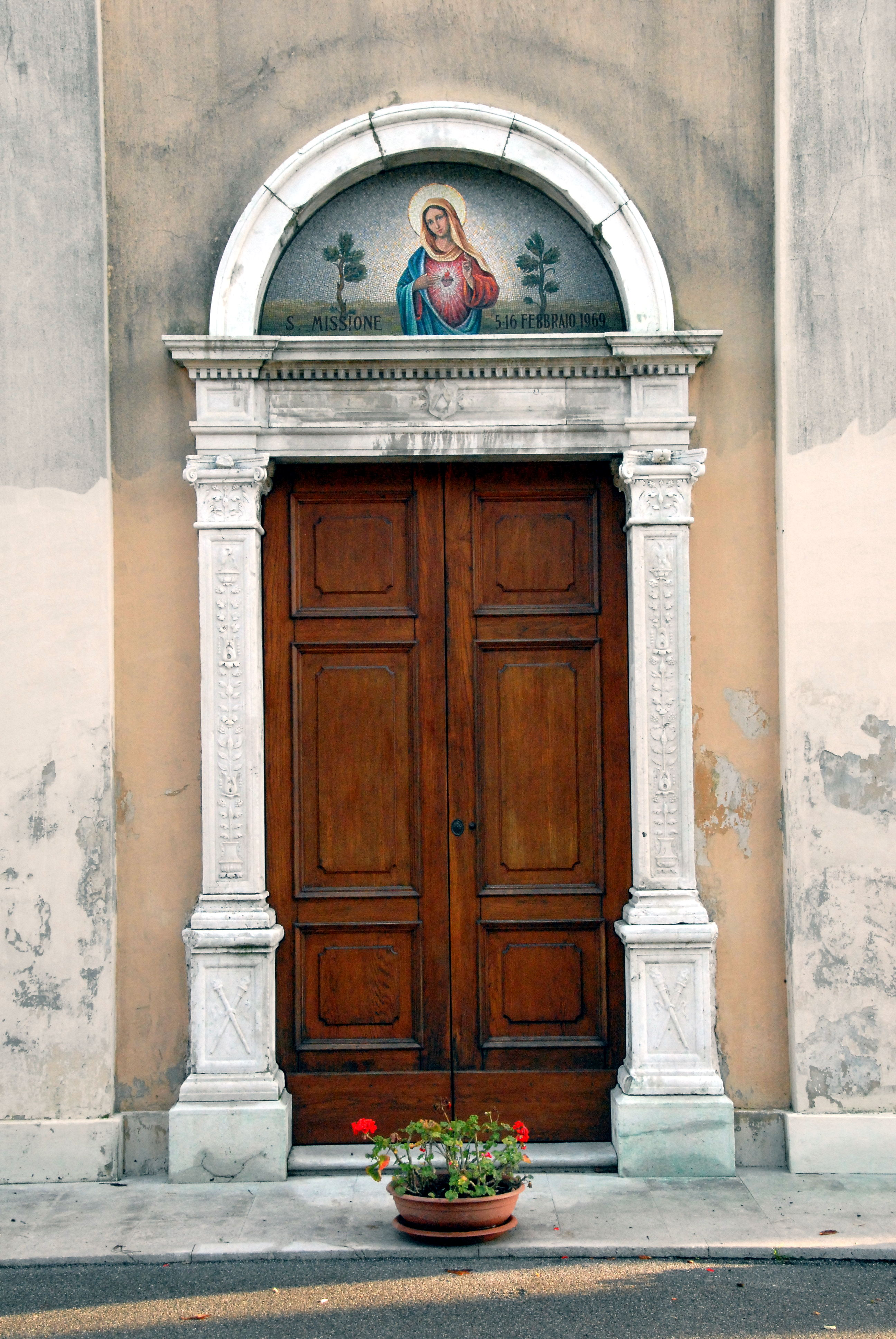
Rivignano: Portal von Pilacorte zur Kirche Heiliger Jakob in Ariis

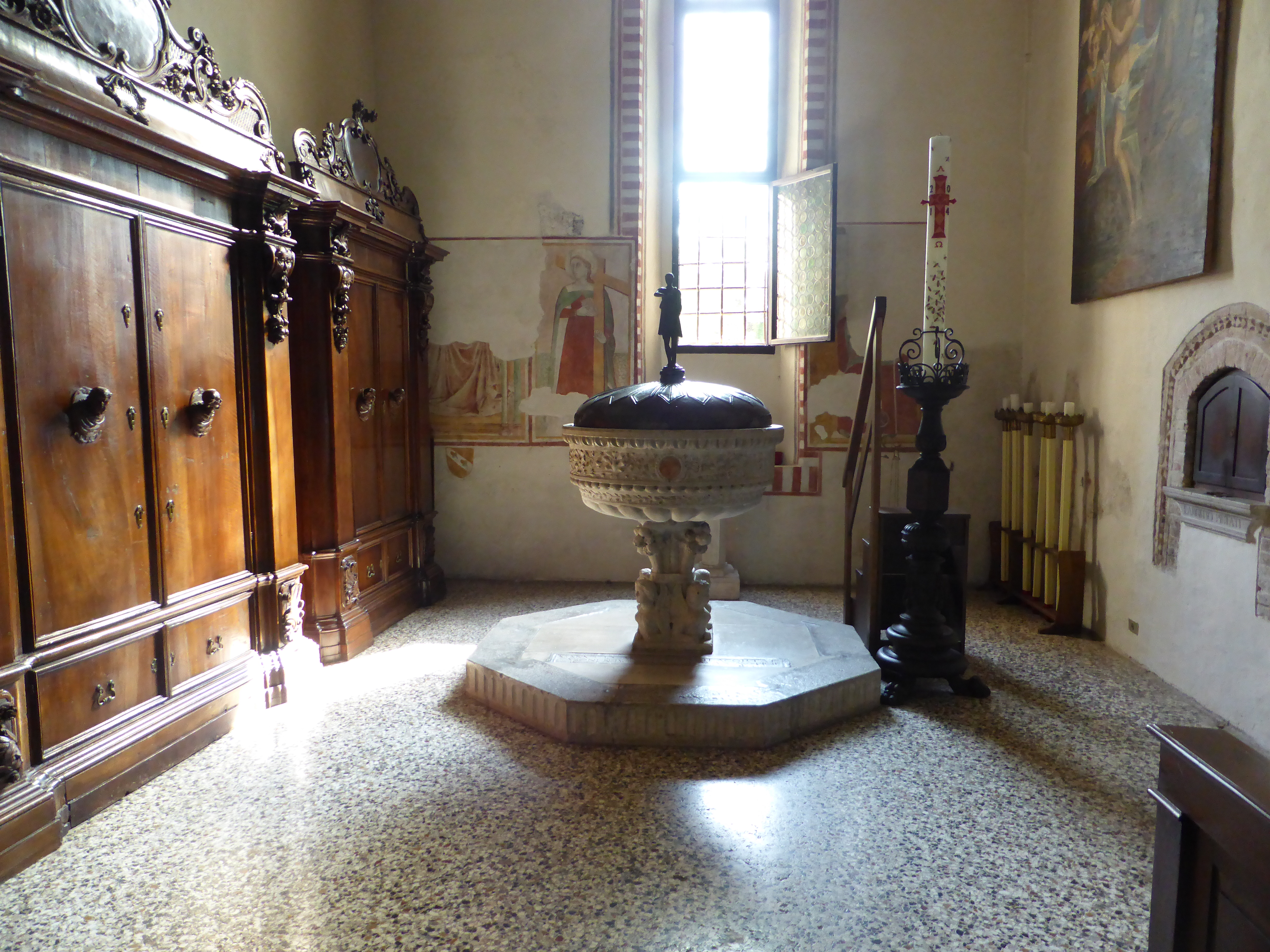
Spilimbergo: Giovanni Antonio Pilacorte, Taufbecken

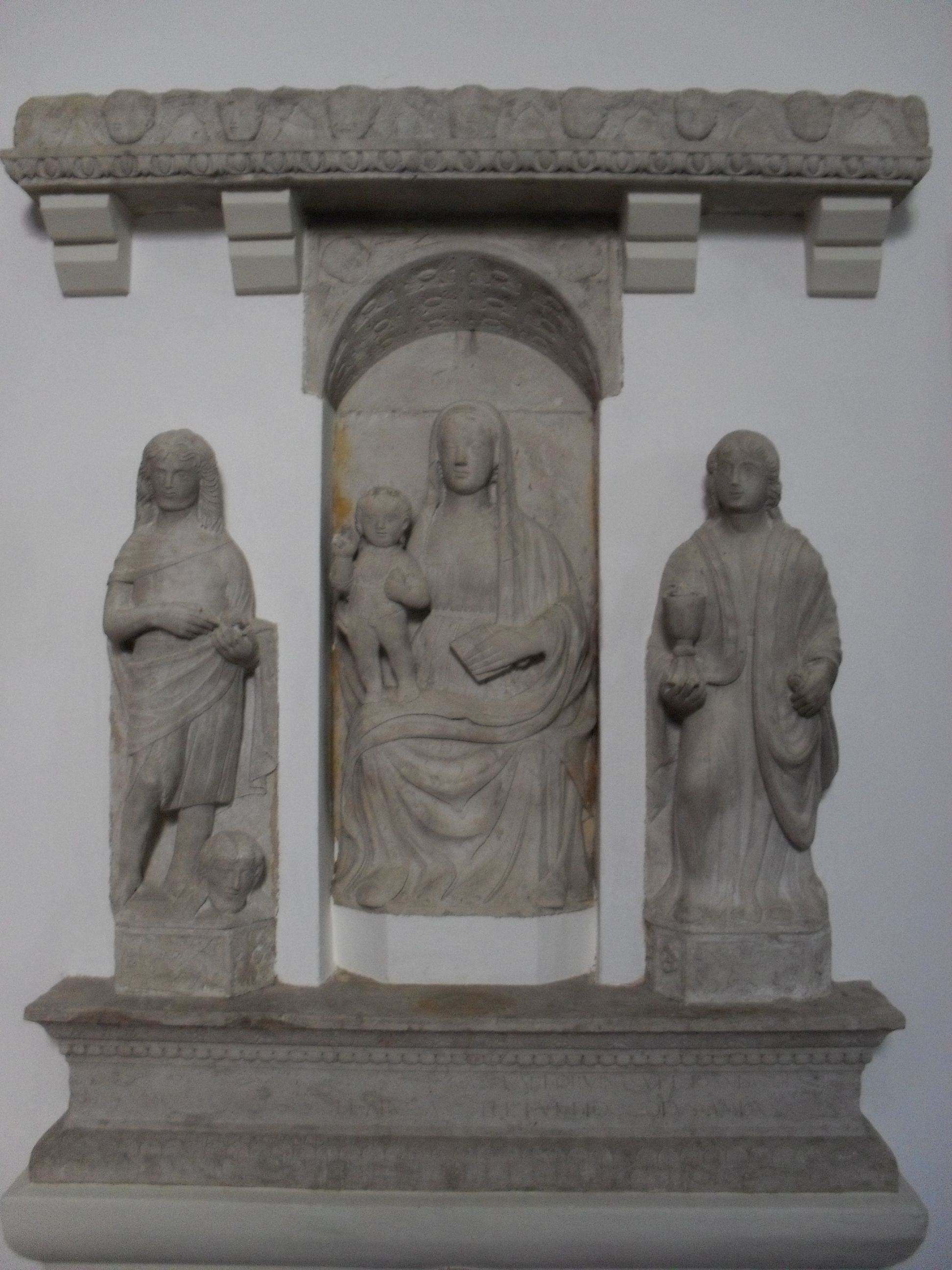
Rosa (San Vito al Tagliamento): Giovanni Antonio Pilacorte, Trittico

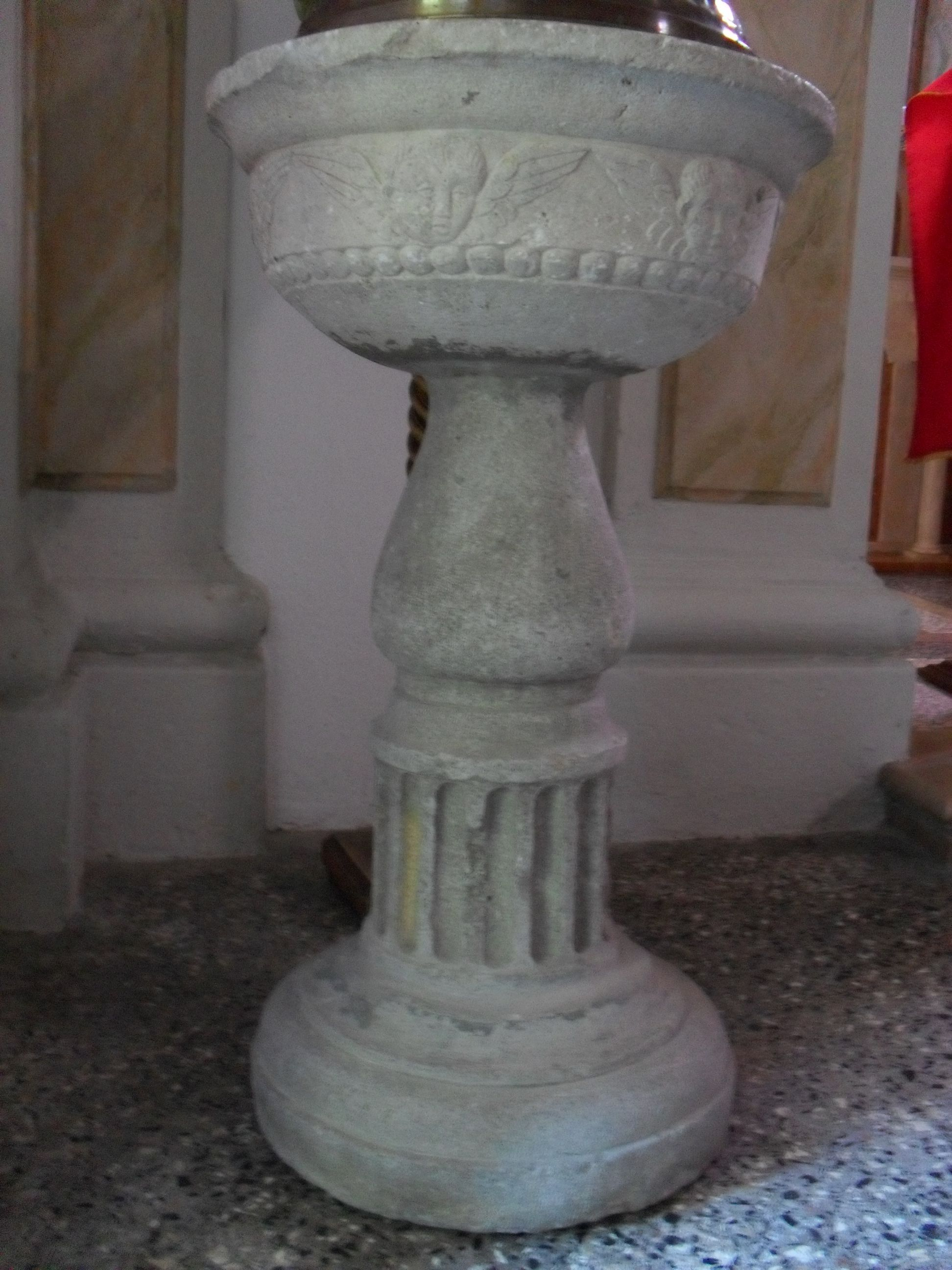
Rosa (San Vito al Tagliamento): Giovanni Antonio Pilacorte, Taufbecken

Giovanni Antonio Pilacorte, auch Giovanni Antonio Pilacurte oder Giovanni Antonio Piracorte (* 1455 in Carona; † 1531 in Pordenone) war ein italienisch-schweizerischer Bildhauer der Renaissance.

## Auswahl seines umfangreichen Schaffens

### Kirchenportal in Ariis in der GemeindeRivignano Teor(Provinz Udine)
Ein Portal, geschaffen von der Hand Pilacortes, befindet sich in der Kirche des Heiligen Apostels Jakob, in der Ortschaft Ariis, wo auch die Villa Ottelio aus dem 16. Jahrhundert, mit Blick auf den Fluss Stella steht.

### Kranichbrunnen von Pilacorte in Portogruaro
Linker Hand vom Rathaus Portogruaro steht auf einem achteckigen Sockel eines der Wahrzeichen von Portogruaro: der Kranichbrunnen. Er wurde 1494 von Giovanni Antonio Pilacorte gestaltet.
An den Außenwänden des oktogonalen Brunnenbeckens sind neben dem Stadtwappen die Wappen von den zwei Stadtvögten Paolo Contarini und Jacopo Gabriel, die wahrscheinlich Ende des 15. Jahrhunderts Bürgermeister waren, herausgemeißelt. Die beiden Kraniche sind ein Werk von Valentino Turchetto. (Kranich heißt auf Italienisch „gru“, daher der Name Portogruaro, „Kranichhafen“).
Ursprünglich stand der Kranichbrunnen nur unweit von seinem heutigen Standort entfernt. Gespeist wird er von einer unterirdischen Zisterne, über welche eine Inschrift aus dem Jahre 1598 berichtet, die sich rechts neben dem Stadtwappen befindet, dass selbige vom Bürgermeister Giovanni Balbi erneuert wurde, um sauberes Wasser zu erhalten.
Im 18. Jahrhundert gelangte der Brunnen auf unerklärliche Weise in private Hände. Erst 1908 wurde er anlässlich der Einweihung des öffentlichen Aquädukts an die Gemeinde feierlich zurückgegeben.

### Tabernakel in der Pfarrkirche vonSan Pietro al Natisone(Provinz Udine)
Die Pfarrkirche, ein großes Gebäude des 20. Jahrhunderts, enthält auf einem Sockel die Skulptur Heiliger Georg im Kampf mit dem Drachen eines slowenischen Meisters (15. Jh.) sowie einen Tabernakel (1500) von Pilacorte, der mit Engelsköpfen verziert ist und als Abschluss eine Pietà trägt.

### Taufbecken und Portal inCamino al Tagliamento(Provinz Udine)
Taufbecken und Portal der früheren Pfarrkirche (1507).

### Statue des Heiligen Apollinaris in der PfarrkircheFagagna(Provinz Udine)
Das gotische Portal und die Statue des Heiligen Apollinaris (aus der gleichnamigen Kirche stammend) signiert und datiert aus dem Jahre 1504.

### Reliefmotive am rechten Seitentor der Pfarrkirche inSedegliano(Provinz Udine)
Die Pfarrkirche aus dem 18. Jh. ist den Hl. Antonius und Johannes dem Täufer gewidmet. Sehenswert ist das rechte Seitentor, das Ende des 15. Jh. von Giovanni Antonio Pilacorte mit Reliefmotiven geschmückt wurde. Der Glockenturm aus Backstein wurde nach den Plänen von Girolamo D’Aronco errichtet.

### Sakristeitor und Taufstein in der Pfarrkirche vonTravesio(Provinz Pordenone)
Die Pfarrkirche von Travesio wurde im Lauf der Jahrhunderte mehrmals umgebaut und verdankt den Eingriffen im Jahre 1857 seine jetzige Gestalt. In ihr sind wichtige traditionsreiche Kunstwerke aufbewahrt: die zwei fein gemeißelten Seitentore aus dem Anfang des 16. Jahrhunderts, das 1484 von Pilacorte geschaffene Sakristeitor und der Taufstein aus den Jahren 1485–1490.

### Taufbecken in der Pfarrkirche von San Pietro inRagogna(Provinz Udine)
Im neogotischen Stil im Jahre 1920 errichtet, bewahrt sie die Kunstwerke aus der alten Burgpfarrkirche: ein Taufbecken – mit Putten, die das Becken tragen – aus der Schule des Giovanni Antonio Pilacorte, der Hochaltar aus dem 17. Jahrhundert, hinter diesem der Altar zur Heiligen Dornenkrone – 16. Jahrhundert – und einige Gemälde des 16. Jahrhunderts.

### Orgelverzierungen im Dom vonSpilimbergo(Provinz Pordenone)
Der Dom in gotischem Stil, der zwischen 1284 und 1359 errichtet wurde, enthält einen interessanten Freskenzyidus aus dem 14. Jahrhundert, eine Orgel mit Verzierungen von Giovanni Antonio da Pordenone sowie mehrere Skulpturen von Pilacorte.

### 19 Engelsköpfchen auf dem Architrav desGradeserFriedhofskirchleins (Provinz Udine)
Verziertes Portal an den Schränkchen und am Architrav mit gut 19 Engelsköpfchen (außer den Figuren der Heiligen Petrus und Paulus) von Giovanni Antonio Pilacorte (1497).

### Burgkirche zum Bischof Heiliger Martin in der GemeindeRive d’Arcano(Provinz Udine)
Interessant ist das Weihwasserbecken von Giovanni Antonio Pilacorte (aus dem Jahre 1504).

### Altes Portal der Pfarrkirche inFlaibano(Provinz Udine)
Das alte Kirchenportal, heute auf der linken Seite, ist sein Werk mit seiner Signatur und datiert 1506: Es hat ein verwahrlostes Medaillon mit der Madonna mit dem Kind im Basrelief im Bogenfeld sowie auf den Torpfosten und am Architrav, verziert mit gut sechzehn geflügelten Puttenköpfchen.